# Barbara Sher
Barbara Sher (* 14. August 1935 in Detroit; † 10. Mai 2020 in Pomona (New Jersey)) war eine US-amerikanische Autorin und Coach.

## Leben
Barbara Shers Eltern Samuel und Nettie (Ginsburg) Sher zogen mit der Familie nach ihrer Geburt nach Los Angeles, wo sie eine Bar eröffneten. Sie hatte zwei Brüder, Arthur und Kenneth. Barbara Sher erlangte einen Bachelor of Arts in Anthropologie an der University of California, Berkeley. Mit ihrem ersten Ehemann Sherman Pearl hatte sie zwei Söhne.
Laut eigenen Angaben arbeitete sie Anfang der 1970er Jahre in New York City als Vorsitzende einer sogenannten „Encounter Group“, einer Selbsterfahrungs- bzw. Selbsthilfegruppe. In dieser Gruppe machte sie die Erfahrung, wie Menschen sich gegenseitig dabei helfen, Wünsche zu erfüllen, die sie alleine nicht erfüllen hätten können. Dadurch formte sich ihre Philosophie, dass man seine Träume nicht durch Selbstverbesserung wie positives Denken, sondern vor allem durch Netzwerke erfüllen kann, und formte somit ihr Konzept „Erfolgsteams“ (Englisch: Succes Teams) sowie die Philosophie „Isolation ist der Wunschkiller“.
Sher beschäftigte sich vor allem mit Beratung bei Zielfindungsschwierigkeiten und Motivationsschwächen. In den USA trat sie in verschiedenen Fernsehshows auf und hielt Vorträge an Universitäten. Sie hielt international Workshops und mehrtägige Seminare ab.
Ende der 1970er Jahre prägte sie den Begriff der Scanner-Persönlichkeit. Damit beschrieb sie Menschen, für die die Beschäftigung mit neuen Themen und das Erlernen neuer Inhalte von zentraler Bedeutung sind.
2015 hielt sie bei einem TEDx Event in Prag einen TED Talk mit dem Titel „Isolation is the dream-killer, not your attitude“.
Später in ihrem Leben lebte sie mit ihrer Familie in der Nähe von Saarbrücken und in Toulouse.

## Bibliographie (Auswahl)
- Wishcraft: How to Get What You Really Want, 1978 Viking Press, 1984 Ballantine, ISBN 978-0-670-77608-5
  - Wishcraft: Wie ich bekomme, was ich wirklich will. Aus dem Englischen von Gudrun Schwarzer, dtv, München 2010, ISBN 978-3-423-34618-4
- Teamworks: Building Support Groups that Guarantee Success! Warner Books, 1989, ISBN 978-0-446-51461-3.
- I Could Do Anything If I Only Knew What It Was, 1994 Dell, Delacorte (über 700.000 Bücher gedruckt, übersetzt in 8 Sprachen).
  - Ich könnte alles tun, wenn ich nur wüsste, was ich will. Unter Mitarbeit von Barbara Smith. Aus dem Englischen von Gudrun Schwarzer, dtv, München 2005, ISBN 978-3-423-24448-0
- Live the Life You Love in 10 Easy Step by Step Lessons, 1996, Dell Delacorte (Winner of Best Motivational Book in first session of Books for a Better Life Commission, 1996).
  - Lebe das Leben, von dem du träumst, Aus dem Englischen von Gudrun Schwarzer, dtv, München 2007, ISBN 978-3-423-24585-2
- It’s Only Too Late If You Don’t Start Now: How to Create Your Second Life at Any Age, 1999, Dell Delacorte, ISBN 978-0-385-31505-0.
  - Für deine Träume ist es nie zu spät. Durchstarten in der zweiten Lebenshälfte. Aus dem Englischen von Bettina Lemke, dtv, München 2014, ISBN 978-3-423-26035-0
- Barbara Sher's Idea Book: How to Do What You Love Without Starving to Death, 2004, Genius Press Unlimited, ISBN 978-0-9728952-0-0.
- Refuse to Choose!: A Revolutionary Program for Doing Everything that You Love, 2006 Rodale, ISBN 978-1-59486-303-5.
  - Du musst dich nicht entscheiden, wenn du tausend Träume hast. Aus dem Englischen von Bettina Lemke, dtv, München 2008, ISBN 978-3-423-24654-5.
- Attention Games : 101 Fun, Easy Games That Help Kids Learn To Focus, 2006 John Wiley & Sons, ISBN 978-0-7879-8582-0
- A Survival Guide for Dreamers, o. J.
  - Grenzenlos träumen. Wie du deine Sehnsüchte und Wünsche wahr werden lässt. Aus dem Englischen von Bettina Lemke, dtv Verlagsgesellschaft, München 2019, ISBN 978-3-423-26220-0